# 九龍巴士92線
九龍巴士92線是香港一條來往西貢和鑽石山站的巴士路線。
九龍巴士92R線是假日巴士路線，只在星期日及公眾假期上午，由尖沙咀碼頭往西貢；星期六、日及公眾假期下午，由西貢往尖沙咀碼頭，來回均不停彩雲邨及土瓜灣。

## 歷史
- 1948年開辦，當時路線編號為22，來往九龍城及西貢，當時採用由貨車改裝而成的巴士行駛，1951年11月1日起才全線改用正式巴士（當時使用2輛）行走。
- 1955年11月1日，22號線改以馬頭圍道與落山道交界作為臨時終點站，1956年7月4日九龍城碼頭永久總站啟用隨即遷往。
- 1967年六七暴動期間曾停駛，直至同年7月7日才重新投入服務，但總站縮短至彩虹。
- 1973年7月16日，配合九巴重組路線編號，22改編號為92，當時還實施假日收取較昂貴的收費，直至1980年2月3日改為與平日相同票價。
- 1994年10月17日，本線因應292P開辦，為善用收車後的空調巴士而開始提供空調巴士服務，同時於假日提供途徑新清水灣道並停靠彩雲邨白虹樓的額外班次，以便日後加派載客量較高的三軸巴士行走。
- 1997年11月2日，配合鑽石山站公共運輸交匯處啟用遷往該處。
- 2000年3月12日，往西貢方向繞經新利街、利安道。
- 2002年9月16日，本線成為最後一條平日「全冷」駛經清水灣道的西貢郊區巴士路線。
- 2008年6月8日，九巴加價，本線收費由$5.5增加至$5.8。
- 2011年5月15日，九巴加價，本線收費由$5.8增加至$6.1。
- 2013年3月17日，九巴加價，本線收費由$6.1增加至$6.5。
- 2014年7月6日，九巴加價，本線收費由$6.5增加至$6.8。
- 2015年6月27日：增設到站時間預報。[1]
- 2015年8月10日，修改行車時間表，為西貢最後一條「定點開出」之巴士線，行車時間亦增至60分鐘。同日起日間部份班次試驗使用12米用車行走。
- 2016年2月19日，全線低地台化，為最後一條全低地台途經清水灣道的西貢區巴士線。
- 2016年5月22日，在沒有乘客通告的情況下，新增特快班次。直至同年7月1日始獲官方承認。
- 2019年8月11日，往彩虹特快班次納入至同日新開辦的92R線。[2]
- 2020年2月29日：92R線臨時試行增設星期六服務，直至另行通知[3]。
- 2021年9月5日：92R線增設尖沙咀去西貢服務。
- 2022年6月3日：92R線往尖沙咀服務時間縮短至15:30至19:00[4]。
- 2022年10月11日：92R線往尖沙咀碼頭方向位於梳士巴利道之「尖東站」站遷往「香港文化中心」站[5]。
- 2024年3月17日：92R線往尖沙咀碼頭方向往尖沙咀碼頭方向增停太子道西「九龍城轉車站－富豪東方酒店」站[6]。
- 2024年8月3日：92線增設星期六、日及公眾假期特快班次，來往鑽石山站及西貢，只停少數中途站，服務期至同年12月29日[7]。
- 2025年3月31日：92線每日由西貢開出之頭班車時間由06:00提早至05:30。

## 服務時間及班次
92（常規班次）
| 西貢開           | 西貢開      | 西貢開       | 鑽石山站開       | 鑽石山站開  | 鑽石山站開   |
| 日期             | 服務時間    | 班次（分鐘） | 日期             | 服務時間    | 班次（分鐘） |
| ---------------- | ----------- | ------------ | ---------------- | ----------- | ------------ |
| 星期一至五       | 06:00-17:00 | 20           | 星期一至五       | 06:00-15:40 | 20           |
| 星期一至五       | 17:00-17:30 | 15           | 星期一至五       | 15:40-16:55 | 25           |
| 星期一至五       | 17:30-17:55 | 12/13        | 星期一至五       | 16:55-20:55 | 20           |
| 星期一至五       | 17:55-21:15 | 20           | 星期一至五       | 20:55-23:00 | 25           |
| 星期一至五       | 21:15-23:45 | 25           |                  |             |              |
| 星期六           | 06:00-13:00 | 20           | 星期六           | 06:00-12:00 | 20           |
| 星期六           | 13:00-17:00 | 15           | 星期六           | 12:00-15:00 | 15           |
| 星期六           | 17:00-18:00 | 12           | 星期六           | 15:00-23:00 | 20           |
| 星期六           | 18:00-19:45 | 15           |                  |             |              |
| 星期六           | 19:45-23:45 | 20           |                  |             |              |
| 星期日及公眾假期 | 06:00-10:00 | 20           | 星期日及公眾假期 | 06:00-07:00 | 20           |
| 星期日及公眾假期 | 10:00-13:15 | 15           | 星期日及公眾假期 | 07:00-11:00 | 15           |
| 星期日及公眾假期 | 13:15-16:15 | 12           | 星期日及公眾假期 | 11:00-14:00 | 12           |
| 星期日及公眾假期 | 16:15-18:45 | 10           | 星期日及公眾假期 | 14:00-19:00 | 15           |
| 星期日及公眾假期 | 18:45-19:45 | 12           | 星期日及公眾假期 | 19:00-23:00 | 20           |
| 星期日及公眾假期 | 19:45-20:45 | 15           |                  |             |              |
| 星期日及公眾假期 | 20:45-23:45 | 20           |                  |             |              |

- 往鑽石山站之平日日間、星期六、日、公眾假期部份班次會途經新清水灣道並改停彩雲邨白虹樓分站

92（特別班次）
- 星期六、日及公眾假期
  - 鑽石山站開:10:05、11:05、12:05
  - 西貢開:16:10、17:10、18:10

星期一至五（假期除外）不設服務
92R
| 尖沙咀碼頭開     | 尖沙咀碼頭開        | 西貢開               | 西貢開      | 西貢開       |
| 日期             | 班次                | 日期                 | 服務時間    | 班次（分鐘） |
| ---------------- | ------------------- | -------------------- | ----------- | ------------ |
| 星期日及公眾假期 | 09:00、10:00、11:00 | 星期六、日及公眾假期 | 15:30-19:00 | 30           |

- 班次和服務時間會因應需求而作出調整

星期一至五（假期除外）不設服務

## 收費
| 路線 | 全程收費 |
| ---- | -------- |
| 92   | $7.8     |
| 92R  | $20.1    |

| - 本線設有12歲以下小童及65歲或以上長者半價優惠。 - 65歲或以上香港居民使用「樂悠咭」，以及12歲以下合資格殘疾兒童使用「殘疾人士身份」個人八達通繳付車資，均可享有每程$2.0或半價（以較低者為準）的票價優惠；12至64歲合資格殘疾人士使用「殘疾人士身份」個人八達通（包括「樂悠咭」），以及60至64歲香港居民使用「樂悠咭」繳付車資，均可享有每程$2.0或全費（以較低者為準）的票價優惠。 - 65歲或以上長者如使用長者或一般個人八達通繳付車資，則只可享有半價優惠；12至64歲合資格殘疾人士如不使用「殘疾人士身份」個人八達通，以及60至64歲人士如不使用「樂悠咭」繳付車資，必須繳付全費。 - 乘客可以現金或八達通於上車時付款，不設找續。 - 每位成人乘客可免費攜帶最多兩名4歲以下而不佔座位的兒童乘客乘車，超額之4歲以下小童必須繳付小童車費乘車。 - 持有「九巴月票」之乘客在車票有效期內，每日可享最多10程任何九龍巴士及龍運巴士路線（包括本路線，以及聯營路線的九龍巴士／龍運巴士提供的班次；惟乘搭機場「A」及「NA」線則可享原價二七折優惠（不會計算每天10次合資格車程））；而B1線則每日可享最多各2程（不會計算每天10次合資格車程）。 - 九龍巴士、城巴、龍運巴士及陽光巴士全職員工及家屬（不包括外判職員）可免費乘搭本路線，惟必須拍職員或職員家屬八達通。 - 乘客亦可透過多元化電子支付系統（e度嘟）繳付車資，包括使用非接觸式VISA卡、JCB卡、萬事達卡、銀聯卡、美國運通、大來國際、Discover Card、Apple Pay、Google Pay、Samsung Pay、AlipayHK「易乘碼」、支付寶、WeChatHK／微信支付「搭車碼」、銀聯雲閃付「乘車碼」及BOC Pay「乘車碼」。乘客使用此付款方式，使用此支付方式的乘客可享有中途下車之分段收費，以及與其他九巴／龍運獨營路線或聯營線九巴／龍運班次之轉乘優惠，惟不適用於與非九巴／龍運路線之轉乘優惠，亦不能享有「公共交通費用補貼計劃」及「長者及合資格殘疾人士公共交通票價優惠計劃」。 |

### 八達通轉乘優惠
乘客登上本線後150分鐘內以同一張八達通卡轉乘以下路線，或從以下路線登車後150分鐘內以同一張八達通卡轉乘本線，次程可獲$4.2車資折扣優惠：
92←→九龍市區路線
- 92往鑽石山站 → 3M往慈雲山、9往尖沙咀、10往大角咀、21往紅磡站、26往尖沙咀東、27往旺角或214(P)往長沙灣
- 3M、10、21往彩雲、9往彩福、26(X)、27往順天或214往油塘 → 92往西貢

92←→新界路線
- 92往鑽石山站 → 38、40(A)、40P、42、42C、62X、74A、74X/74B/74D/74E/74F/74P/274X、80、80X、83X、88、89、89B、89C、89D、89X、258D/258P、259D、268C/268A、269C/69C、277X/277E/277P/277A及290/290A/290B/290X往新界
- 38、40/40A、40P、42、42C、62X、74A、74X/74B/74C/74D/74E/74P、80/80P、80X、83X/83A、88、89、89B、89C、89D、89X、258D/258A/258P/258S、259D、268C/268A/268P、269C/269S/69C、277X/277E/277A/277P往九龍及290/290A/290B/290X往將軍澳 → 92往西貢

## 使用車輛

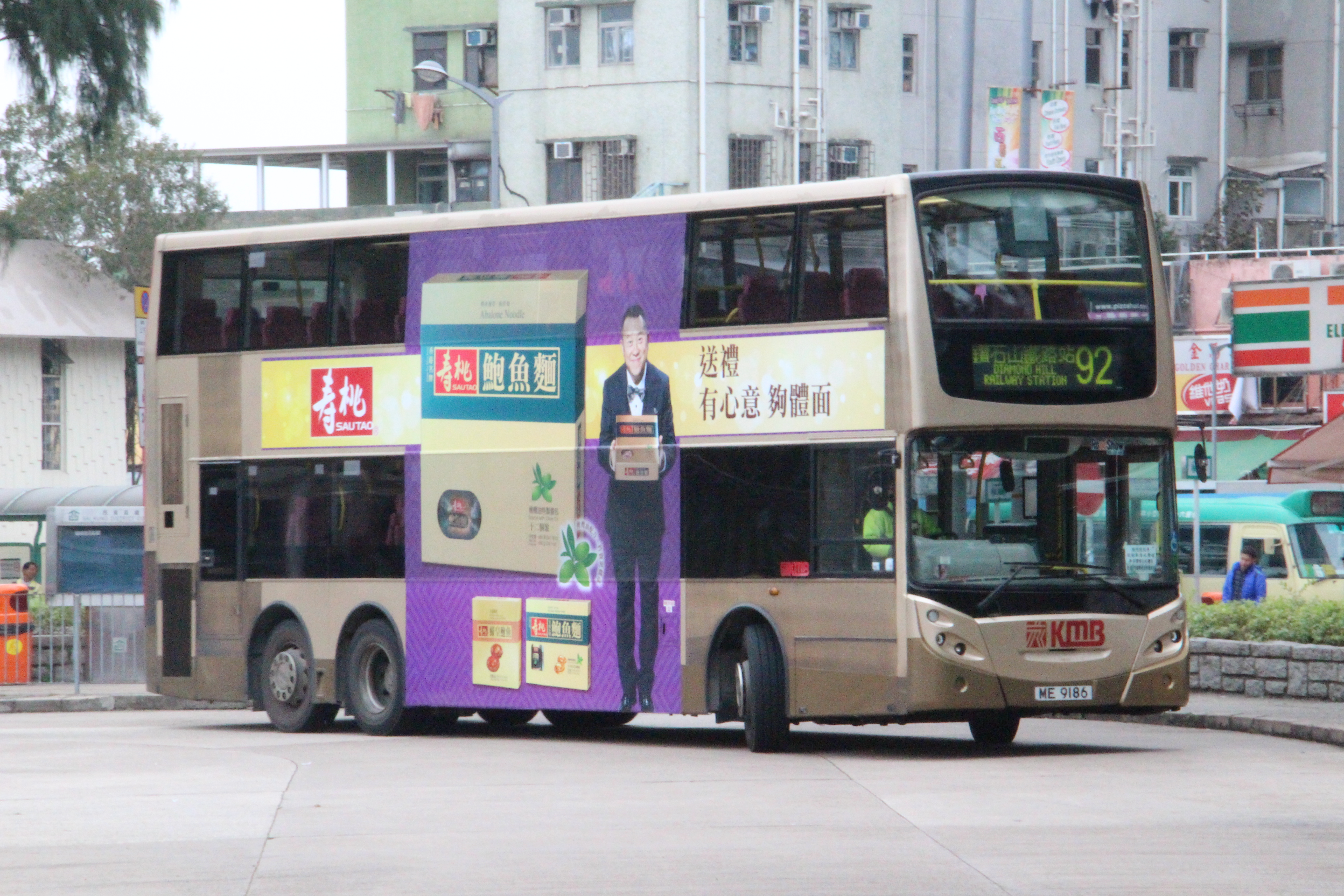
ATE237（ME9186）於3/2/16行走92特別班次

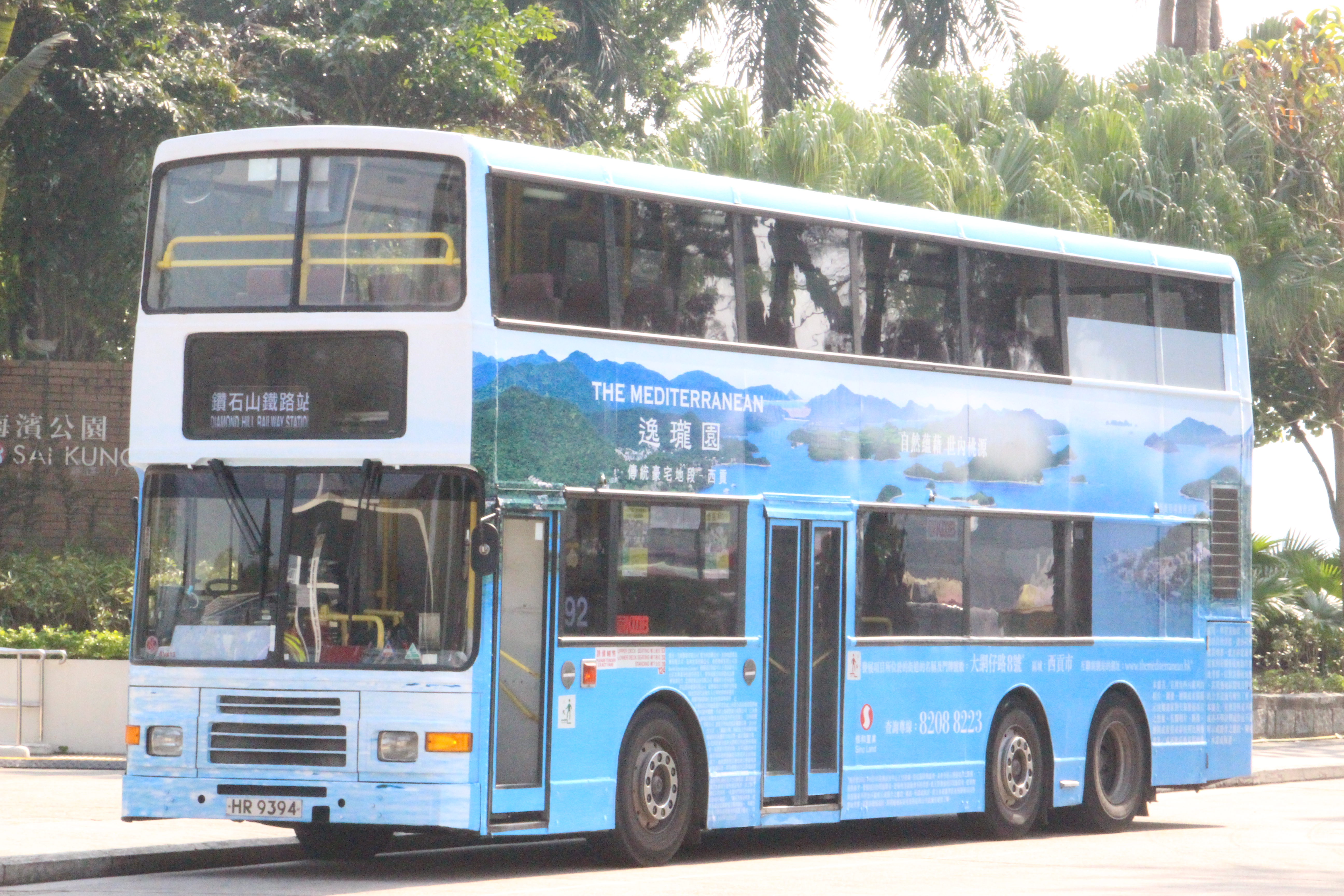
披上全車身廣告的AV413曾為92線掛牌車之一

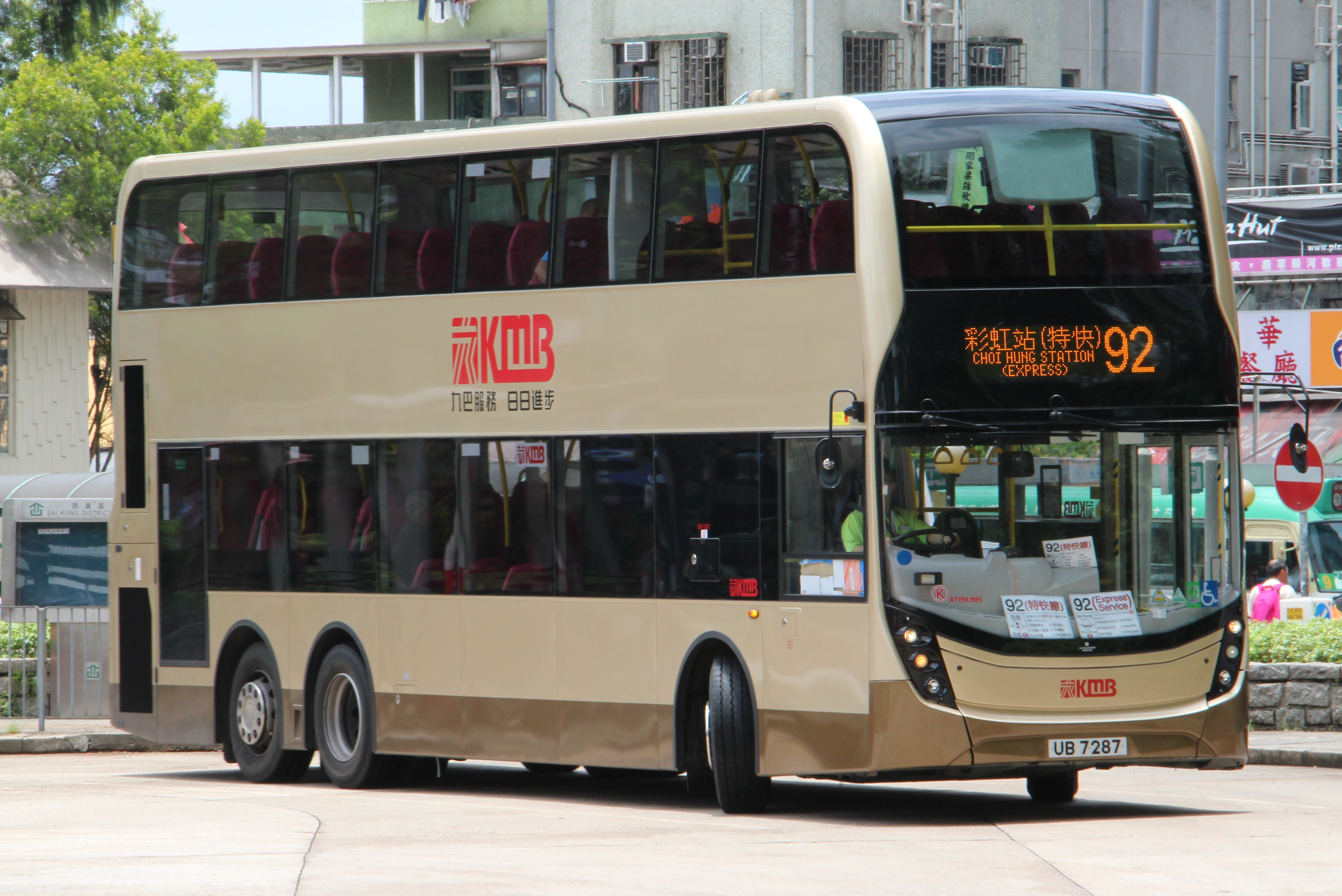
2016年5月22日起新增92西貢往彩虹特快班次，ATENU985（UB7287）行走28/5/16 12:15開出的班次

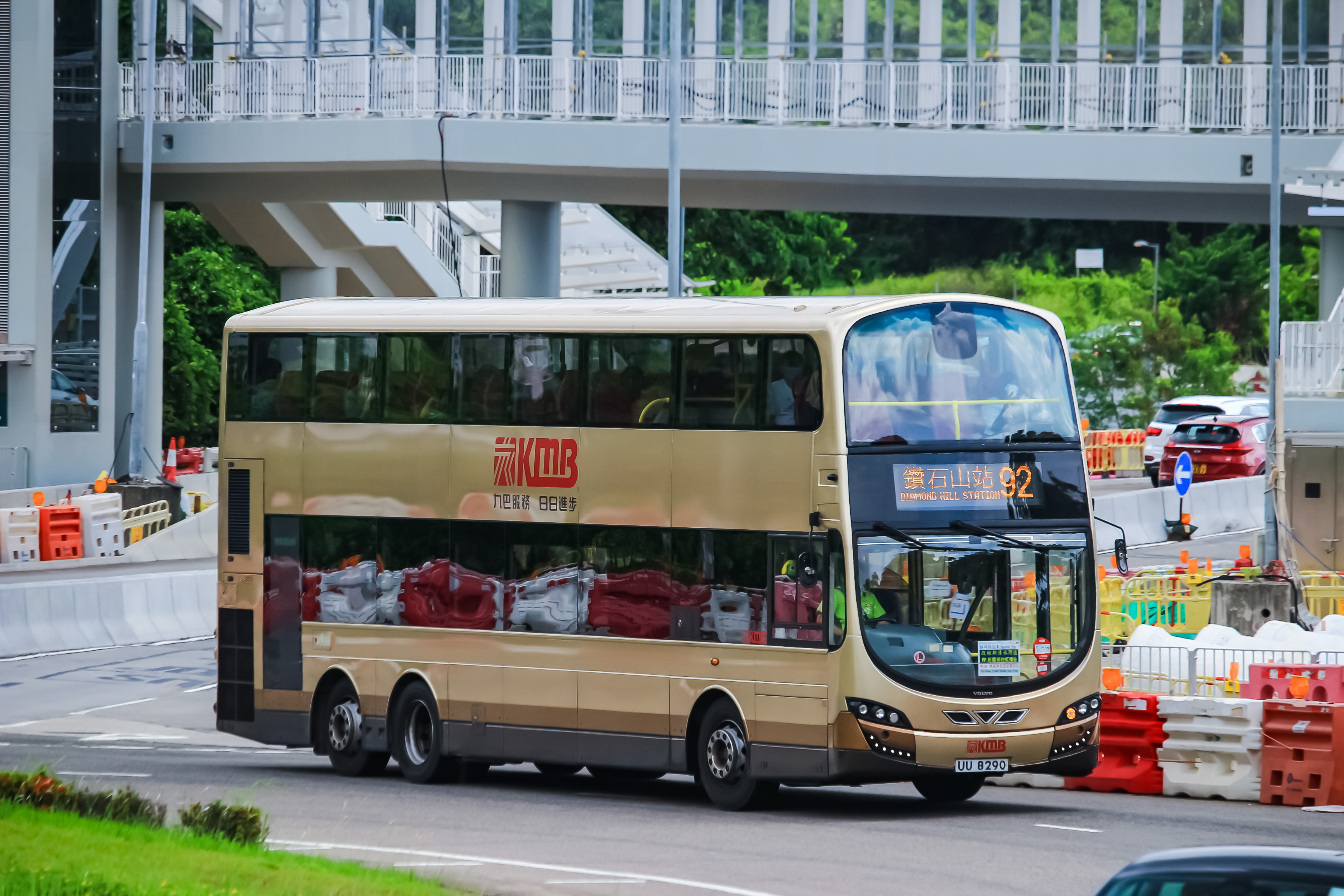
富豪B8L樣板車UU8290亦曾以跨廠加班車身份行走92線疏導人潮

前身22線開辦時，主要使用由貨車改裝而成的車輛行走，至1951年巴士車源漸豐而逐漸改用2輛正式巴士行走。踏入1980年代，九巴派出丹尼士喝采巴士（N）行走西貢及清水灣半島。1994年，因應292P線開辦而增加的空調巴士，時任用車為丹尼士巨龍9.9米（ADS28，車牌號碼FU2776），次年增派利蘭奧林比安11米（AL）空調巴士。當時亦會額外派出10米以上的用車以疏導假日往返市區的遊人，由於受到清水灣道飛鵝山段路面限制，這些額外的用車往彩虹時須取道新清水灣道。1995年丹尼士喝采巴士逐漸被淘汰，本線先後改派利蘭奧林比安9.5及11米（BL、S3BL）、丹尼士巨龍11米（S3N）和富豪奧林比安11米（S3V）巴士，另增派多部空調巴士行走，用車為丹尼士巨龍9.9米（ADS），其後亦加派富豪奧林比安11米巴士（AV），當時BL、ADS、裝有中軸輔助轉向系統的S3BL、S3V、AL及AV並不受路面限制，可以繼續使用彩雲邨一段清水灣道前往彩虹。而隨着行走於西貢至將軍澳的新巴792M線開辦（時稱792），甫開線便「破格」使用12米用車，奠定日後本線與91M線一同使用12米用車作加班車的基礎。踏入千禧年代，九巴先後購入150部丹尼士三叉戟10.6米（ATS），當中3輛（ATS58/KC7356、ATS69/KC8237、ATS72/KC8460）出牌後不久便上掛本線，直至退役前才被取代，當中1輛巴士 (ATS72/KC8460) 牌照到期而退役。。
2009年2月23日，本線全數丹尼士巨龍9.9米正字軌掛牌車改為油缸容量及載客量較高的富豪奧林比安11米巴士，以改善車務安排及應付星期六及假日對本線的龐大需求。而由於可行走清水灣道飛鵝山段的ADS開始退役，所有非12米巴士行走本線時，會繼續利用清水灣道飛鵝山段前往鑽石山站，而使用12米的巴士行走本線時，便須改經新清水灣道並改停彩雲邨白虹樓對面車站前往鑽石山站；但由於九巴原有11.3米用車全數退役，2016年9月7日至2020年7月期間，九巴只能派出10.6米或以下的巴士行走本線正常班次，直至2020年九巴引入亞歷山大丹尼士Enviro 500 MMC11.3米（E6M）雙層空調巴士為止。

2016年2月19日，本線正式全低地台化。由當天起以7輛丹尼士三叉戟10.6米（ATS），直至該車型逐步退役而改用富豪超級奧林比安 10.6米 (ASV)。本線全低地台化前，僅有的兩部富豪奧林比安掛牌在離開本線前披上全車身廣告（直至退役），吸引不少巴士迷拍攝。值得一提是本線屬車輛固定字軌路線，一般情況下行走該線的7輛用車只會行走其所屬字軌。
本線雖然屬途經清水灣道往返西貢區的最後一條全冷及全低地台路線，但其派出12米用車的比率卻為最高。作為一旅遊消閒區，單憑本線7輛用車根本無從疏導龐大人流，因此九巴亦加派大量12米用車支援本線，更曾出現單日用車超過50部的紀錄。由2015年8月10日開始，每天均有至少一部來自其他九龍市區路線的12米用車柯打本線，假日更會有來自1A線的恆常柯打車，以應付本線龐大人流，更曾出現荔枝角車廠轄下車輛以加班車身份跨廠行走本線。由2016年5月22日起，逢星期六、日及公眾假期更新增特快班次，提供由西貢往彩虹站，及鑽石山站往西貢的半直通班次，沿途只停部份分站（見分站表）。然而特快班次開出時間不定，主要在兩個正常班次的中間加插行走。此特快安排直至九巴開辦92R為止，供乘客能一程直達彩虹、新蒲崗、紅磡海底隧道及尖沙咀。而在2024年6月清水灣道近飛鵝山一段的道路改善工程完成前，所有12米用車均只能改經新清水灣道並改停白虹樓分站以替補由西貢前往彩雲邨的乘客；工程完成後此安排亦予以取消，12米用車自此可經原線前往鑽石山站。
隨着途經西沙路往返沙田區及西貢市的99線及299X線相繼低地台化後，本線曾經為唯一仍設有非低地台服務的西貢市巴士線，最終亦於2016年2月19日起全線低地台化，為最後一條安排全低地台途經清水灣道的西貢區巴士線。
現時，本線獲派7輛亞歷山大丹尼士Enviro 500 MMC 11.3米（E6M）雙層巴士，1輛亞歷山大丹尼士Enviro 500 MMC12米(ATENU)
| 車隊編號 | 車牌   |
| -------- | ------ |
| E6M1     | WU2663 |
| E6M3     | WU3024 |
| E6M5     | WU3555 |
| E6M13    | WU4445 |
| E6M21    | WU4451 |
| E6M54    | WV3886 |
| E6M60    | WV6805 |
| ATENU235 | SL6526 |

- 上述列表內容為截至2024年5月的掛牌車資料

## 行車路線
92
西貢開經：惠民路、福民路、普通道、西貢公路、清水灣道、龍翔道、彩虹道、斧山道天橋、鳳德道及龍蟠街。
鑽石山站開經：龍蟠街、大磡道、上元街、鳳德道、斧山道天橋、彩虹道、彩虹通道、彩虹道、斧山道天橋、迴旋處、斧山道、龍翔道、清水灣道、新清水灣道、清水灣道、西貢公路、新西貢公路、西貢公路、普通道及福民路。
- 註：星期六、日及公眾假期特快班次不停有斜體字之路段

92R
尖沙咀碼頭開經：梳士巴利道、漆咸道南、暢運道、康泰徑、康莊道、漆咸道北、東九龍走廊、啟德隧道、宋皇臺道、 馬頭涌道、太子道西、太子道東、四美街、彩虹道、斧山道天橋、迴旋處、斧山道、龍翔道、清水灣道、新清水灣道、清水灣道、西貢公路、新西貢公路、西貢公路、普通道及福民路。
西貢開經：福民路、普通道、西貢公路、清水灣道、新清水灣道、清水灣道、太子道東、九龍城天橋、馬頭涌道、馬頭圍道、漆咸道北、康莊道及梳士巴利道。

### 沿線車站
92
| 西貢開 | 西貢開                           | 西貢開                 | 鑽石山站開 | 鑽石山站開                     | 鑽石山站開             |
| 序號   | 車站名稱                         | 位置                   | 序號       | 車站名稱                       | 位置                   |
| ------ | -------------------------------- | ---------------------- | ---------- | ------------------------------ | ---------------------- |
| 1      | 西貢巴士總站                     | 西貢公共運輸交匯處     | 1          | 鑽石山站巴士總站               | 鑽石山站公共運輸交匯處 |
| 2      | 西貢大會堂                       | 普通道                 | 2*         | 志蓮淨苑                       | 鳳德道                 |
| 3*     | 翠塘花園                         | 西貢公路               | 3*         | 彩虹轉車站－彩虹邨碧海樓（M2） | 彩虹邨通道             |
| 4*     | 菠蘿輋                           | 西貢公路               | 4          | 牛池灣轉車站－牛池灣村（G4）   | 龍翔道                 |
| 5*     | 北港                             | 西貢公路               | 5*         | 彩雲邨白虹樓                   | 新清水灣道             |
| 6*     | 大涌口                           | 西貢公路               | 6*         | 基順學校                       | 新清水灣道             |
| 7      | 白沙臺                           | 西貢公路               | 7*         | 順利消防局                     | 利安道                 |
| 8*     | 白沙灣                           | 西貢公路               | 8*         | 德望學校                       | 新清水灣道             |
| 9*     | 漁民新村                         | 西貢公路               | 9*         | 安達臣道                       | 清水灣道               |
| 10*    | 北圍                             | 西貢公路               | 10*        | 騰龍台                         | 清水灣道               |
| 11     | 匡湖居                           | 西貢公路               | 11*        | 井欄樹                         | 清水灣道               |
| 12*    | 南邊圍                           | 西貢公路               | 12*        | 白石窩                         | 清水灣道               |
| 13*    | 響鐘村                           | 西貢公路               | 13*        | 壁屋                           | 清水灣道               |
| 14*    | 窩美                             | 西貢公路               | 14         | 打鼓嶺新村                     | 清水灣道               |
| 15*    | 南圍                             | 西貢公路               | 15*        | 鄭植之中學                     | 西貢公路               |
| 16*    | 鄭植之中學                       | 西貢公路天橋           | 16         | 窩美                           | 新西貢公路             |
| 17*    | 打鼓嶺新村                       | 清水灣道               | 17*        | 南邊圍                         | 西貢公路               |
| 18*    | 壁屋                             | 清水灣道               | 18         | 蠔涌                           | 西貢公路               |
| 19*    | 白石窩                           | 清水灣道               | 19*        | 北圍                           | 西貢公路               |
| 20*    | 井欄樹                           | 清水灣道               | 20*        | 漁民新村                       | 西貢公路               |
| 21*    | 龍窩村                           | 清水灣道               | 2*         | 白沙灣                         | 西貢公路               |
| 22*    | 安達臣道                         | 清水灣道               | 22*        | 白沙臺                         | 西貢公路               |
| 23*    | 德望學校                         | 清水灣道               | 23*        | 大涌口                         | 西貢公路               |
| 24*    | 彩雲邨                           | 清水灣道               | 24*        | 北港                           | 西貢公路               |
| 25     | 牛池灣轉車站－彩虹站（K2）       | 坪石公共運輸交匯處     | 25*        | 菠蘿輋                         | 西貢公路               |
| 26     | 牛池灣轉車站－彩虹邨紅萼樓（H3） | 龍翔道                 | 26*        | 翠塘花園                       | 西貢公路               |
| 27*    | 彩虹轉車站－彩虹邨錦雲樓（P2）   | 龍翔道                 | 27         | 西貢大會堂                     | 普通道                 |
| 28*    | 志蓮淨苑                         | 鳳德道                 | 28         | 西貢警署                       | 福民路                 |
| 29     | 鑽石山站巴士總站                 | 鑽石山站公共運輸交匯處 | 29         | 西貢巴士總站                   | 西貢公共運輸交匯處     |

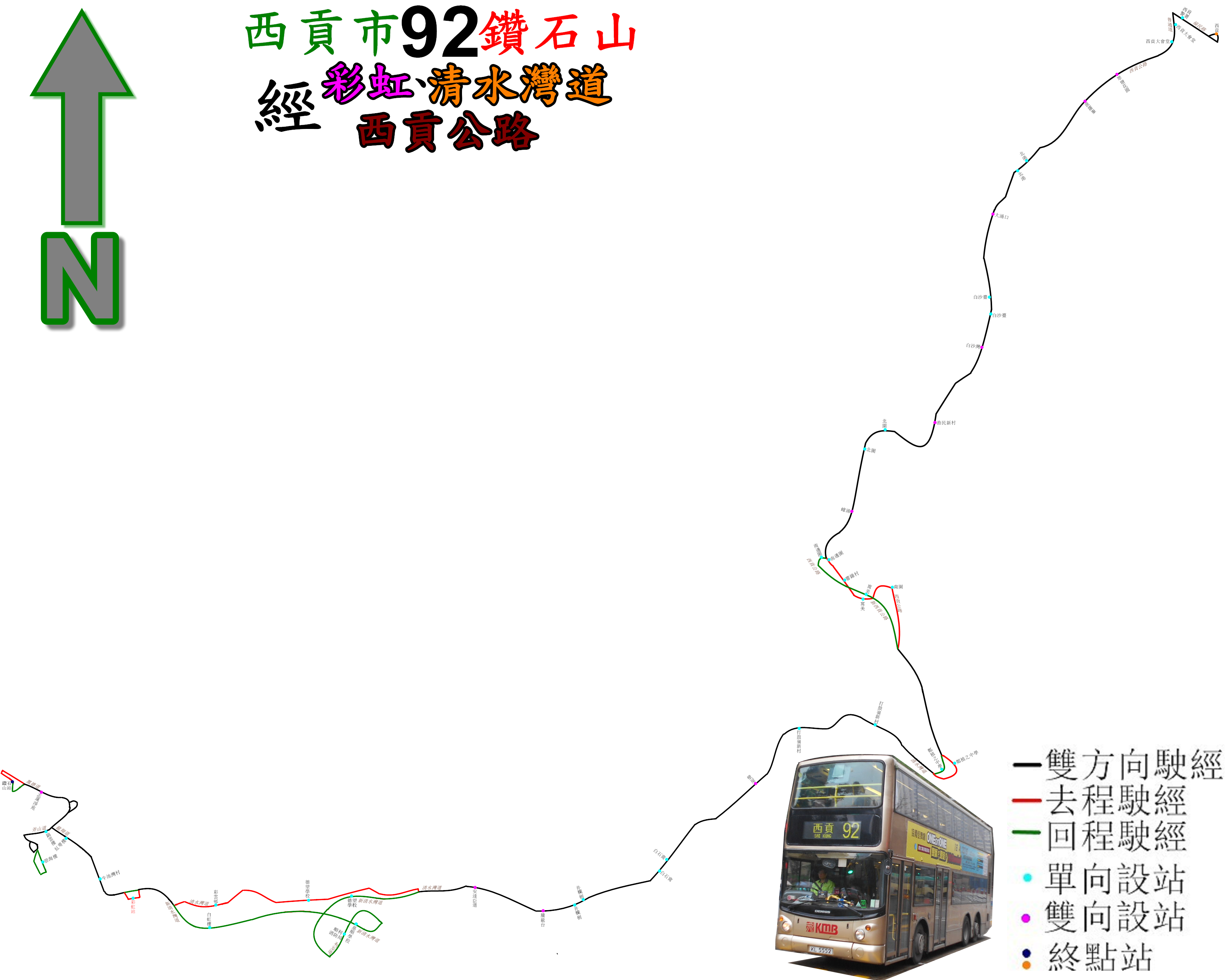
92路線的走線圖

- 註：星期六、日及公眾假期特快班次不停有*號之車站

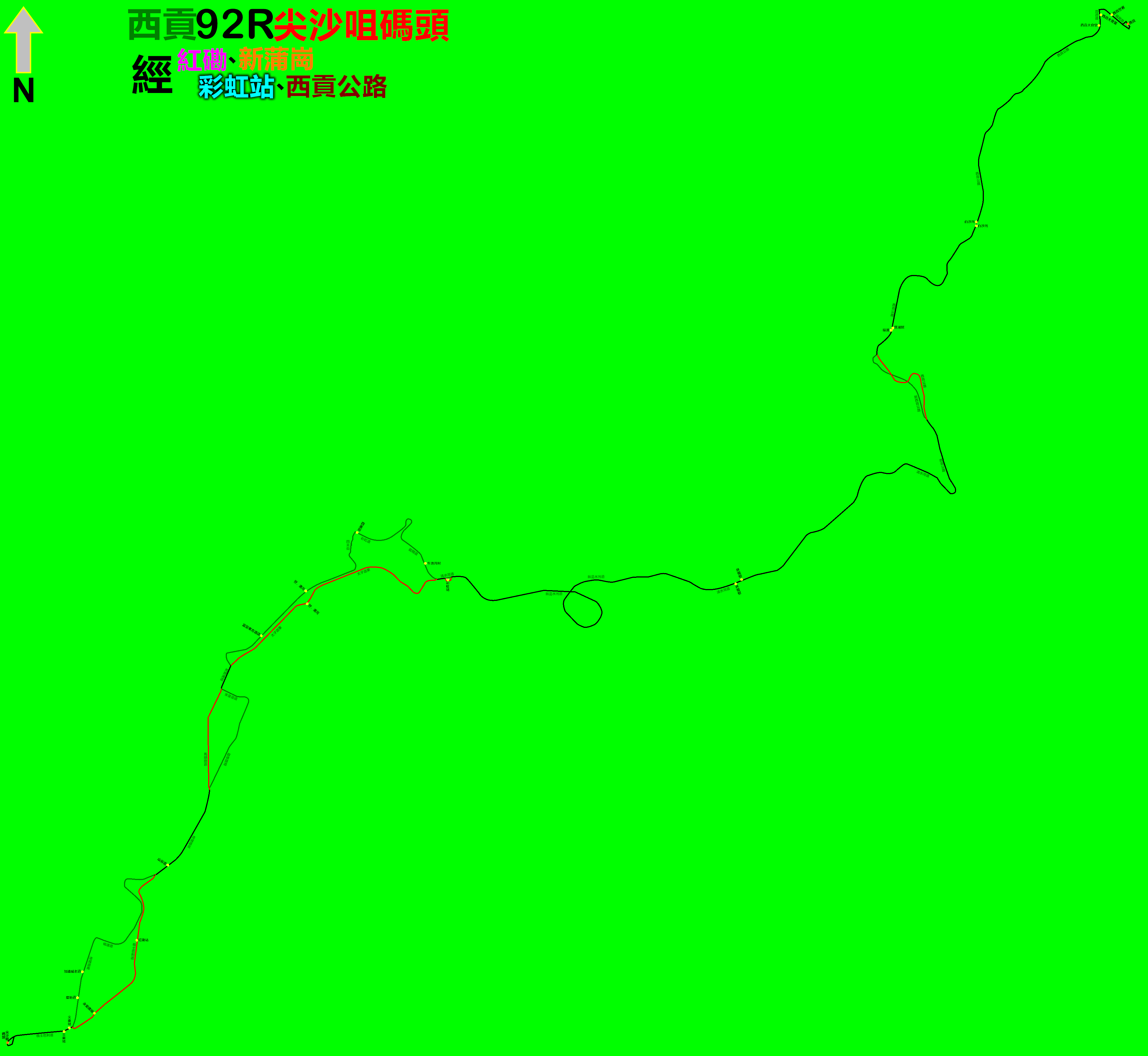
92R線的走線圖

92R
| 尖沙咀碼頭開 | 尖沙咀碼頭開                     | 尖沙咀碼頭開                 | 西貢開 | 西貢開                           | 西貢開                       |
| 序號         | 車站名稱                         | 位置                         | 序號   | 車站名稱                         | 位置                         |
| ------------ | -------------------------------- | ---------------------------- | ------ | -------------------------------- | ---------------------------- |
| 1            | 尖沙咀碼頭巴士總站               | 尖沙咀天星碼頭公共運輸交匯處 | 1      | 西貢巴士總站                     | 西貢公共運輸交匯處           |
| 2            | 尖東站                           | 梳士巴利道                   | 2      | 西貢大會堂                       | 普通道                       |
| 3            | 麼地道                           | 漆咸道南                     | 3      | 白沙灣                           | 西貢公路                     |
| 4            | 加連威老道                       | 漆咸道南                     | 4      | 匡湖居                           | 西貢公路                     |
| 5            | 山谷道                           | 漆咸道北                     | 5      | 井欄樹                           | 清水灣道                     |
| 6            | 九龍城轉車站－富豪東方酒店（A8） | 太子道東                     | 6      | 彩虹站（K2）                     | 坪石公共運輸交匯處           |
| 7            | 譽·港灣                          | 太子道東                     | 7      | 譽·港灣                          | 太子道東                     |
| 8            | 四美街                           | 彩虹道                       | 8      | 九龍城轉車站－富豪東方酒店（B6） | 太子道西                     |
| 9            | 牛池灣轉車站－牛池灣村（G4）     | 龍翔道                       | 9      | 紅磡海底隧道轉車站－紅磡站（D1） | 梳士巴利道                   |
| 10           | 井欄樹                           | 清水灣道                     | 10     | 永安廣場                         | 梳士巴利道                   |
| 11           | 蠔涌                             | 西貢公路                     | 11     | 香港文化中心                     | 梳士巴利道                   |
| 12           | 白沙灣                           | 西貢公路                     | 12     | 尖沙咀碼頭巴士總站               | 尖沙咀天星碼頭公共運輸交匯處 |
| 13           | 西貢大會堂                       | 普通道                       |        |                                  |                              |
| 14           | 西貢警署                         | 福民路                       |        |                                  |                              |
| 15           | 西貢巴士總站                     | 西貢公共運輸交匯處           |        |                                  |                              |

## 客量
作為唯一聯絡九龍與西貢市中心的恆常路線，92線除平日的通勤角色外，在星期六、日及公眾假期更兼顧前往西貢遊覽的乘客，因此客量一直不俗。九巴的巴士轉乘網絡亦涵蓋本線，吸引市民以轉乘優惠前往西貢，亦使九巴亦以12米車輛為加班車主力，疏導大量前往西貢郊遊的市民。

## 外部連結
- 九巴92線官方網站路線資料 （页面存档备份，存于）
- 路線92 - 681巴士總站 （页面存档备份，存于）